# Khu bảo tồn thiên nhiên Gaplaňgyr
Khu bảo tồn thiên nhiên Gaplaňgyr hay Kaplankyr là một khu bảo tồn thiên nhiên (zapovednik) nằm ở tỉnh Daşoguz, phía bắc Turkmenistan. Được thành lập vào năm 1979 với diện tích 2822 km², đây là nơi bảo vệ và phục hồi hệ động thực vật bản địa của Turkmenistan. Khu vực nằm trên Cao nguyên Gaplaňgyr ở mũi phía nam của Cao nguyên Ustyurt gần biên giới với Kazakhstan và Uzbekistan.

## Mô tả
Khu bảo tồn có 26 loài động vật có vú, 147 loài chim và 918 loài thực vật bậc cao. Các loài đáng chú ý gồm Linh dương gazelle, cừu núi Ustyurt, lửng mật, và đặc biệt là quần thể linh dương Saiga di cư đến đây vào mùa đông.
Khu bảo tồn thiên nhiên Gaplaňgyr bao gồm hai khu bảo tồn nhỏ hơn là Sarygamyş và Şasenem. Sarygamyş được thành lập vào năm 1980 bảo tồn hệ sinh thái ven hồ Sarygamysh, nơi bảo vệ các loài chim di trú và sinh sản của linh dương. Şasenem được thành lập vào năm 1984 là nơi trú ẩn và sinh sản quan trọng của loài lừa hoang Turkmenia.